# Umeåflyg
Umeåflyg är ett svenskt regionalt lågprisflygbolag med bas på Umeå Airport. Tillsammans med näringslivet i Umeå grundade Christer Forsberg bolaget år 1997.
Eftersom Umeåflyg inte har någon egen flotta flyger Norwegian Air Shuttle Umeåflygs rutt Stockholm - Umeå, som går ungefär 50 turer i veckan.

## Flyglinjer
- Stockholm-Arlanda - Umeå Airport